# Alexys Nycole Sánchez
Alexys Nycole Sánchez (Moses Lake, Estados Unidos, 29 de junio de 2003) es una actriz estadounidense de origen mexicano. Es principalmente conocida por su papel de Becky Feder en Grown Ups 1 y su secuela Grown Ups 2.

## Carrera
En 2010 interpretó a Becky Feder, hija de Roxanne Chase-Feder (Salma Hayek) y Lenny Feder (Adam Sandler) en la película Son como niños. En 2011 recibió una nominación en los MTV Awards.
En 2013 apareció en la segunda edición de Grown Ups, y el 15 de enero de 2014 fue nominada a los Premios Golden Raspberry, junto a todo el elenco de Grown Ups 2.

## Filmografía
| Año  | Título      | Papel       | Notas     |
| ---- | ----------- | ----------- | --------- |
| 2010 | Grown Ups   | Becky Feder | Películas |
| 2013 | Grown Ups 2 | Becky Feder | Películas |